# Forum Gummersbach
Het Forum Gummersbach is een winkelcentrum in de binnenstad van Gummersbach in de Duitse deelstaat Noordrijn-Westfalen.
Het is gelegen op het terrein van het voormalige bedrijf Steinmüller. Het winkelcentrum beschikt over 15.000 m² winkelruimte. De ankerhuurders zijn Saturn, Kult, Müller en de regionale supermarktketen Dornseifer. Een nieuw aangelegd voetgangersgebied loopt door het forum en is de belangrijkste verbinding die het Steinmüller-terrein verbindt met het oudere deel van het stadscentrum van Gummersbach. In het noorden van het winkelcentrum is er nog een verbinding met het oudere gedeelte van de binnenstad. De parkeergarage van het Forum beschikt over 1.450 parkeerplaatsen.
Het winkelcentrum is verbonden met het openbaar vervoer via het direct aangrenzende trein- en busstation Gummersbach. Na vele jaren van planning begon de bouw van het winkelcentrum in augustus 2013 en werd in juni 2015 voltooid. Begin september 2015 werd het Forum, dat € 80 miljoen heeft gekost, geopend door projectontwikkelaar HBB.